# Nowe Słowo (dwutygodnik)
Nowe Słowo – społeczno-polityczny dwutygodnik feministyczny wydawany w Krakowie w latach 1902–1907 pod redakcją Marii Turzymy. Pomimo podtytułu Dwutygodnik społeczno-literacki pismo przede wszystkim propagowało równouprawnienie kobiet:

Uważając pracę naszą za służbę społeczną, a nie za przedsiębiorstwo literackie, nie gonimy za popularnością i nie schlebiamy chwilowym upodobaniom lub starym przesądom, tylko wytrwale i konsekwentnie zjednywać pragniemy zwolenniczki i przyjaciół idei wyzwolenia kobiety.

Głównymi tematami poruszanymi na łamach Nowego Słowa były prawne i społeczne aspekty edukacji, rynku pracy, macierzyństwa, małżeństwa i prostytucji. Układ czasopisma był stały, na pierwszych stronach zamieszczane były kwestie związane z kwestiami kobiecymi (emancypacyjnymi), następnie tematy dotyczące moralności, gospodarstwa domowego, wychowania i edukacji. W działach Korespondencye i Kronika informowano o działalności ruchu feministycznego za granicą. Na ostatnich stronach znajdowały się utwory literackie.
Na łamach pisma pojawiały się przede wszystkim teksty dotyczące obyczajowości (m.in. problemów instytucji małżeństwa) w kontekście relacji między płciami i ich zmian w czasie. Odwoływano się przy tym świadomie do ewolucjonizmu, powołując się na takie autorytety jak Charles Darwin, Lewis Morgan bądź Johann Jakob Bachofen. W pierwszych numerach znajdowała się rubryka Ewolucya kobiety. Ewolucja traktowana była jako proces celowy, a koncepcje, na które się powoływały autorki, były dostosowywane do ówczesnych tez feministycznych, głoszących, że za złą pozycję kobiet odpowiedzialni są mężczyźni. Zakładano, że postęp doprowadzi do końca epoki dominacji mężczyzn.
W Nowym Słowie publikowały m.in. Kazimiera Bujwidowa, Maria Dulębianka, Izabela Moszczeńska, Felicja Nossig, Gabriela Zapolska. W 1904 wydawany był dodatek Robotnica poświęcony sprawom kobiet pracujących zawodowo. W piśmie ukazywały się również utwory literackie przedstawicieli Młodej Polski, m.in. Tadeusza Boya Żeleńskiego.